# KkStB 69
Die kkStB 69 war eine Zahnradbahn-Dampflokomotive der Bauart Abt für den Betrieb auf der Erzbergbahn, sie war die älteste und stückzahlstärkste der dort eingesetzten Typen.

## Geschichte
Für ihre im Bau befindliche und bis zu 71 ‰ steile Strecke über den Präbichl benötigte die zur Alpinen Montangesellschaft gehörende Lokalbahn Eisenerz–Vordernberg AG geeignete Lokomotiven und so wurden bei der Lokomotivfabrik Floridsdorf, der alleinigen Lizenznehmerin für das System Abt in der Donaumonarchie, zehn Lokomotiven mit der Achsfolge C1´zzt in Auftrag gegeben. Als Vorbild dienten die Zahnradlokomotiven der Rübelandbahn, die jedoch unter der Mitarbeit von Roman Abt konstruktiv weiterentwickelt wurden. So wurde das Zahnradtriebwerk als ein zwischen den Achsen aufgehängtes Gestell (der sog. Zahnradwagen) ausgeführt, der über Treib- und Kuppelstangen von zwei innenliegenden Zylindern angetrieben wurde.
Da die k.k. Staatsbahnen den Betrieb auf der Erzbergbahn auf Rechnung der Eigentümer führten (und später die Bahn zur Gänze übernahmen), wurden die Maschinen ins Nummernschema der kkStB eingereiht. Während der Bauzeit kam es zu einer Verzögerung, da sich die Aufhängung des Zahnradwagens am Rahmen der Lokomotive als ungeeignet erwies und umkonstruiert werden musste. Es wurde eine Aufhängung an der ersten und zweiten Adhäsions-Kuppelachse als für geeignet befunden und die Lokomotiven dementsprechend umgebaut, so dass erst Lok 6904 als erste Maschine am 25. April 1891 abgenommen werden konnte.
1892 folgten vier weitere Exemplare, 1893 nochmals zwei Lokomotiven derselben Bauart. Zwischen 1898 und 1908 wurden aufgrund des gesteigerten Verkehrs nochmals acht Maschinen gebaut. Die damalige Bezeichnung war 6901–18.
Konstruktiv bildeten die Loks das Vorbild für die preußische T 26 und die Lokomotiven der Eulengebirgsbahn.
Die Lokomotiven bewährten sich vollkommen und erhielten mehrfach Verbesserungen, so bekamen die Führerhäuser bereits zur Zeit der kkStB eine Turbinenbelüftung Bauart de Laval. Die Höchstgeschwindigkeit auf Zahnradstrecken betrug anfangs 12 km/h und wurde bis 1920 schrittweise auf 20 km/h erhöht, was vor allem durch Verbesserungen der Bremssysteme erreicht werden konnte.
Im März 1938 wurden alle 18 Lokomotiven von der Deutschen Reichsbahn übernommen und erhielten die Bezeichnung 97 201–218. In dieser Zeit wurden die Kohlen- und Wasservorräte der Maschinen vergrößert und mit dem Einbau einer elektrischen Beleuchtung begonnen.
Bereits 1942 wurden zwei Lokomotiven zu anderen Bahnen überstellt (u. a. Schieferbruch in Lehesten in Thüringen und nach Ungarn), kamen jedoch später teilweise wieder zurück zur Erzbergbahn. Die 1945 in Lehesten tätigen 97 216 und 218 wurden dort nach der Stilllegung ausgemustert. Ab 1944 wurden einzelne Lokomotiven ausgemustert bzw. verkauft.
Bei den Österreichischen Bundesbahnen (ÖBB) behielten die Lokomotiven ab 1953 ihre Nummern. 97.206 und 97.214 wurden 1956 nach Ungarn verkauft.
Mit der Einstellung des Zahnradbetriebes am 12. April 1978 wurden alle bis dahin noch verbliebenen Lokomotiven ausgeschieden.

### Erhaltene Dampflokomotiven der Reihe
Einige Exemplare sind als Lokomotivdenkmäler erhalten geblieben, eine betriebsfähige Maschine dieser Reihe befindet sich (ohne Zahnradtriebwerk) im Eisenbahnmuseum Strasshof in Niederösterreich. Ein Exemplar ist (nicht betriebsfähig) als Exponat im Eisenbahnmuseum Darmstadt-Kranichstein in Deutschland ausgestellt.
Die 97.201 wurde in mehrere Komponenten zerlegt und zeitweise im Technischen Museum in Wien ausgestellt, um dem Publikum das Innenleben und die Funktionsweise einer Dampflokomotive zu erklären. 2008 wurde sie als Leihgabe an den Verein Erzbergbahn in Vordernberg übergeben.
| Nummer | Baujahr | Eigentümer                                                                                                   |
| ------ | ------- | --- |
| 97.201 | 1890    | Verein Erzbergbahn / Schaustück in Vordernberg                                                               |
| 97.203 | 1890    | Bis 2019: Südburgenländische Regionalbahn / Großpetersdorf (Denkmal)                                         |
| 97.208 | 1892    | ÖBB Holding / Eisenbahnmuseum Strasshof (Anmerkung: Zahnradantrieb ausgebaut, aber vorhanden; betriebsfähig) |
| 97.210 | 1893    | Eisenbahnmuseum Darmstadt-Kranichstein (Anmerkung: Zahnradtriebwerk vollständig; Exponat)                    |
| 97.217 | 1908    | Zahnradbahnverein Vordernberg / Denkmal in Vordernberg                                                       |

## Konstruktive Merkmale

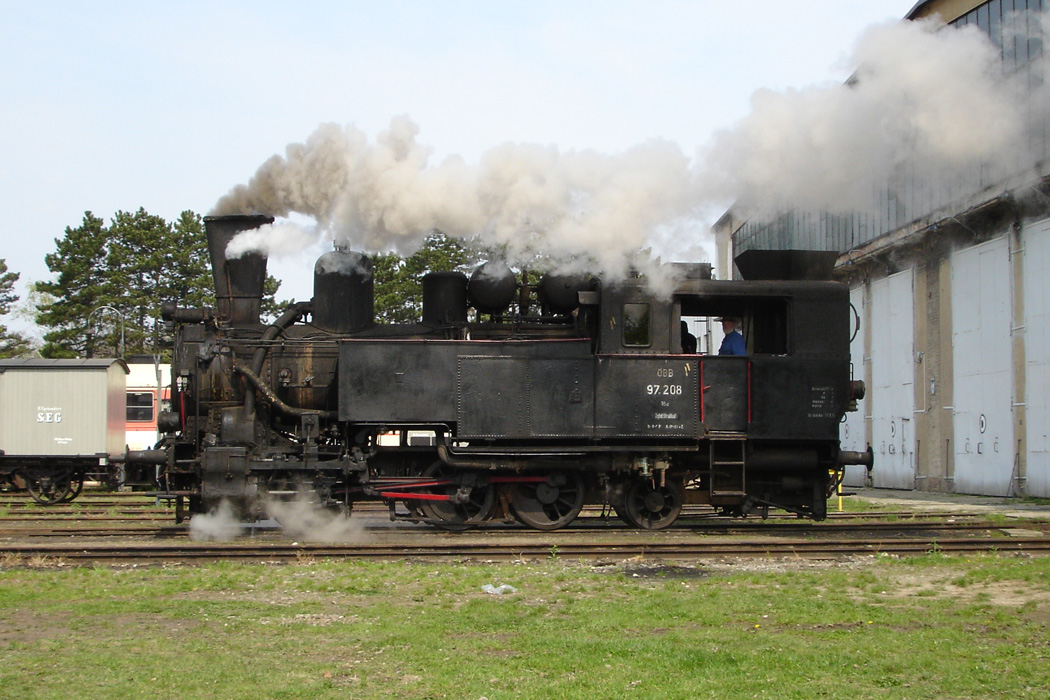
Seitenansicht 97.208, das Zahnradtriebwerk befand sich zwischen erster und zweiter Kuppelachse

Die Lokomotiven hatten einen Zahnradantrieb mit zwei gekuppelten Zahnrädern, die sich im sogenannten Zahnradwagen zwischen erstem und zweitem Kuppelradsatz befanden. Bei den ersten beiden Lokomotiven war der Zahnradwagen an den Querstreben des Hauptrahmens gelagert, was sich allerdings nicht bewährte, so dass sich die Zahnradwagen bei den folgenden Lokomotiven elastisch auf den benachbarten Radsätzen aufstützten. Auch die ersten beiden Lokomotiven wurden entsprechend umgebaut. Während die Kuppelachsen im Rahmen gelagert waren, erhielt die Schleppachse ein Seitenspiel von 22 mm. Ab der 69.09 wurde die Laufachse als Adamsachse ausgeführt, was zu einem spürbar besseren Lauf führte. Der außenliegende Adhäsionsantrieb wirkte über Treib- und Kuppelstangen auf alle drei Treibachsen und besaß eine Heusinger-Steuerung. Die Lokomotiven 97.203, 208, 212, 215 und 217 erhielten einen Giesl-Ejektor, welcher eine Leistungssteigerung bewirkte.
Anfänglich besaßen alle Maschinen ab Werk eine Riggenbach’schen Gegendruckbremse sowie eine Handkurbelbremse. Neben der ab 1897 für den Wagenzug verwendeten Saugluftbremse Bauart Hardy erhielten die drei letztgebauten Lokomotiven auch eine Druckluft-Zusatzbremse Bauart Westinghouse. Diese wurde aber ab 1910 zu Gunsten einer verbesserten Vakuum-Zusatzbremse wieder ausgebaut. 1960 wurden alle Loks der Baureihe mit einer Druckluftbremse für Lok und Wagenzug ausgerüstet.

## Galerie

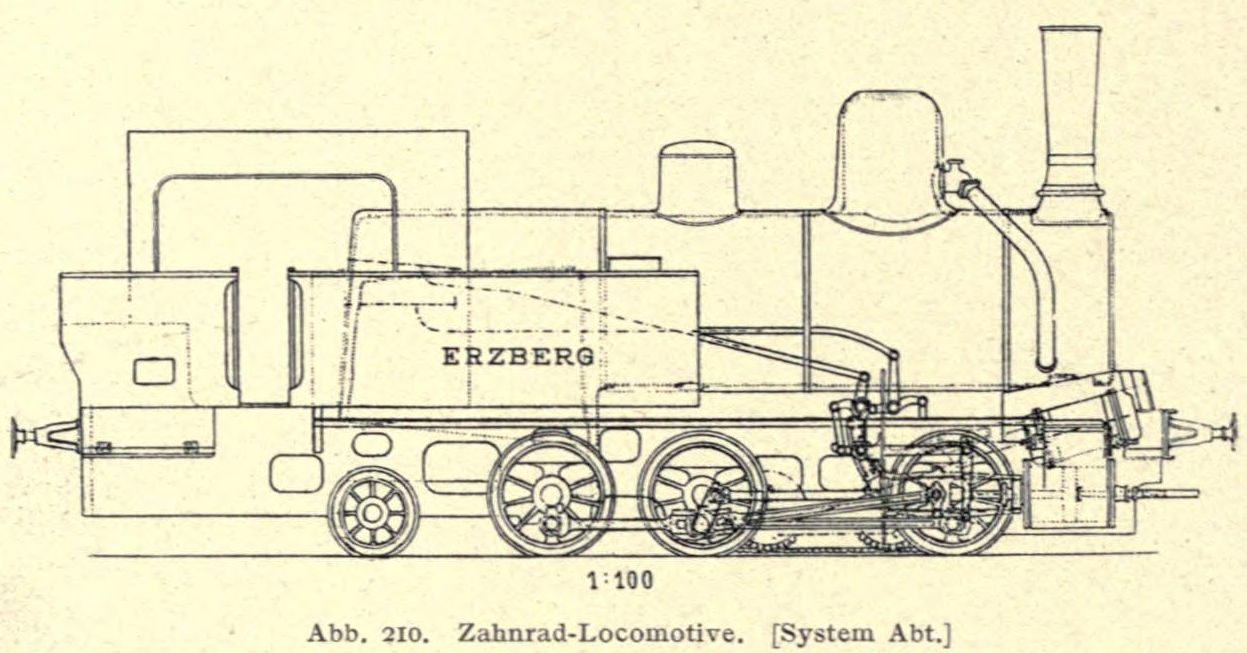
Konstruktionsskizze
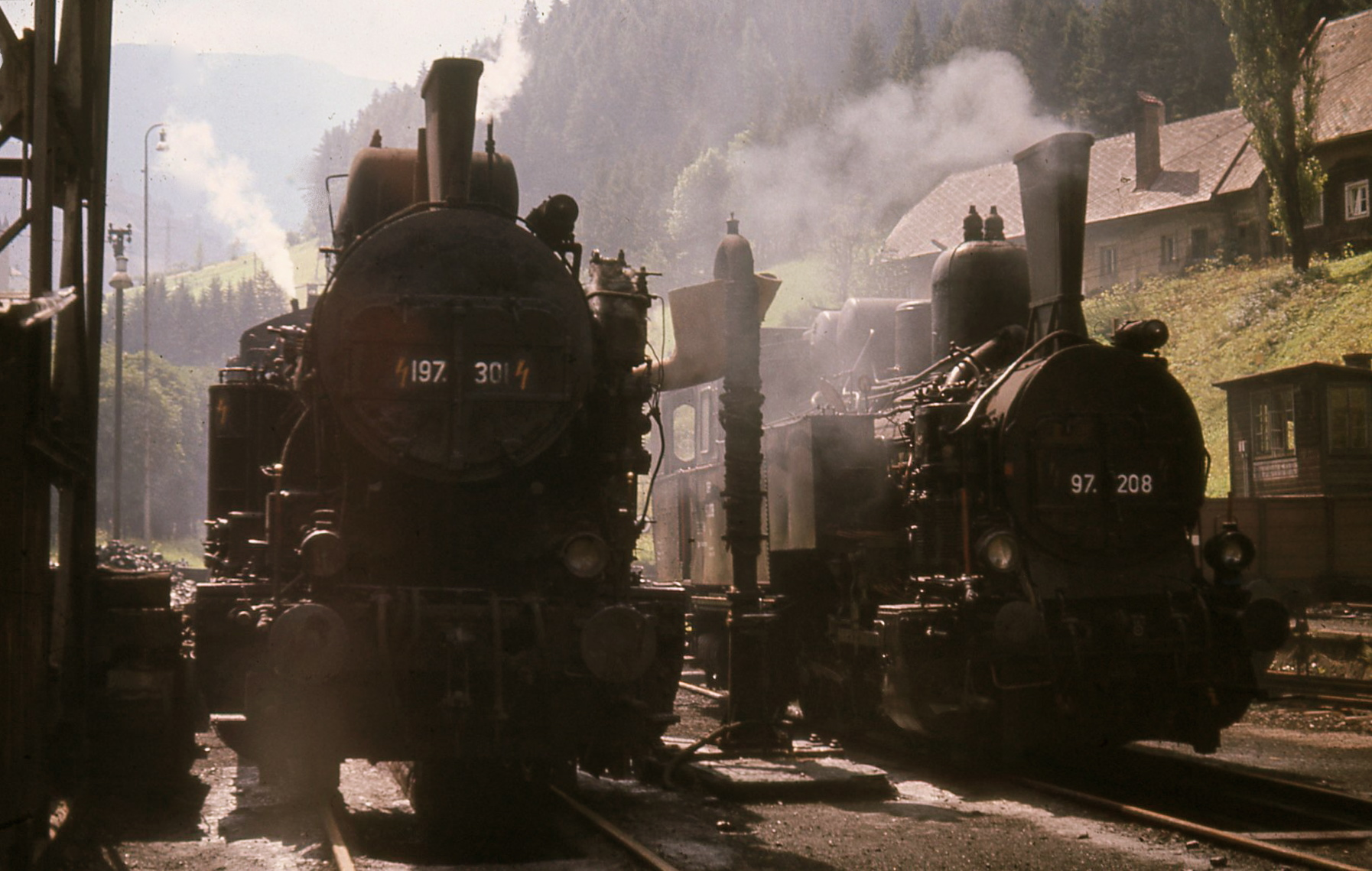
97.208 (rechts) im Jahr 1971
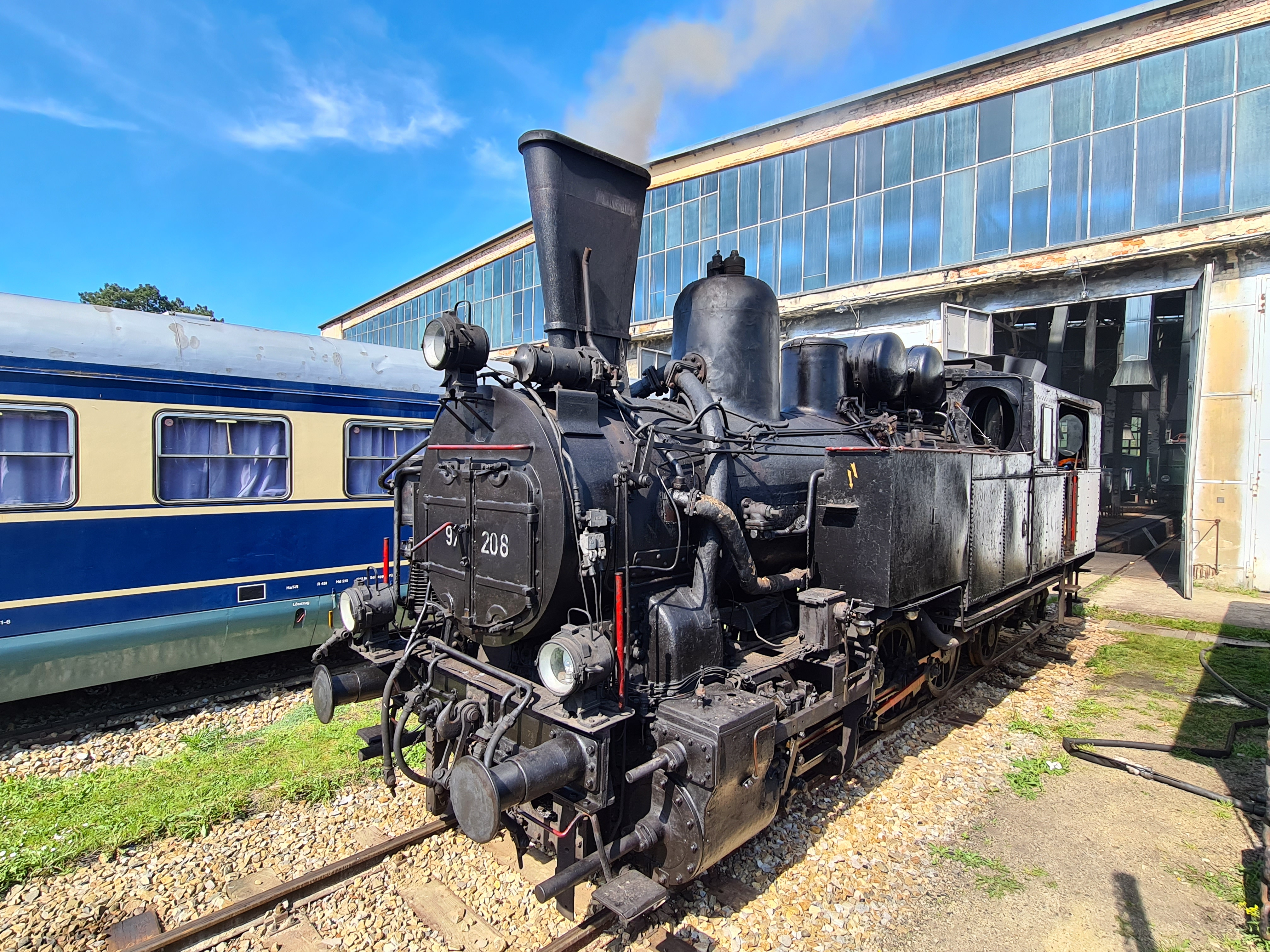
97.208 im Eisenbahnmuseum Strasshof
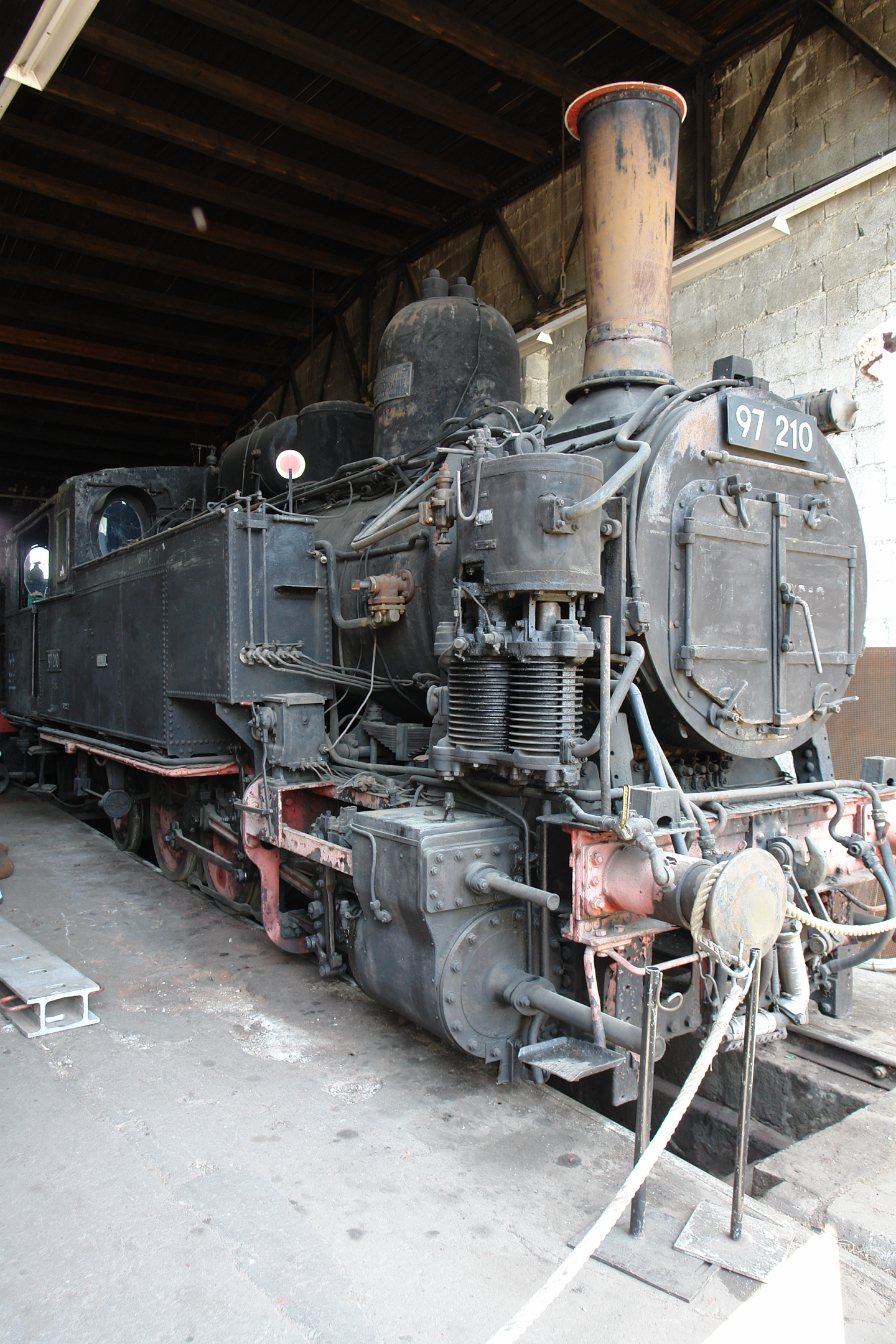
97.210 in Darmstadt-Kranichstein
- 97.208 bei einer Sonderfahrt (Eisenbahnmuseum Strasshof)